# Croix du Sud
Crux
 (juin 2016).
Si vous disposez d'ouvrages ou d'articles de référence ou si vous connaissez des sites web de qualité traitant du thème abordé ici, merci de compléter l'article en donnant les références utiles à sa vérifiabilité et en les liant à la section « Notes et références ».
Pour les articles homonymes, voir Croix du Sud (homonymie).

Trouver le pôle sud céleste à partir de la constellation.

La Croix du Sud est une petite constellation de l'hémisphère sud, la plus petite de toutes les constellations, qui contient notamment un amas d'étoiles appelé « la Boîte à bijoux ».
Elle est entourée sur trois côtés par le Centaure et au sud par la Mouche.
La Croix du Sud est utile pour trouver le pôle sud céleste. En l'absence d'une étoile similaire à l'étoile polaire de l'hémisphère nord (α Ursae Minoris) dans l'hémisphère sud (σ Oct est la plus proche du pôle, mais elle est trop peu lumineuse pour être utile), deux des étoiles de la Croix du Sud sont utilisées pour le déterminer : en suivant la ligne formée par Gacrux (γ) et Acrux (α), dans ce sens, sur 4,5 fois la distance entre ces deux étoiles, (soit ~25° au Sud de Acrux) on tombe sur un point proche du sud céleste.
D'une autre façon, en traçant la droite entre α du Centaure et α Cir (α du Compas), le point où cette droite (qui se prolonge sur α Apus et δ Octans) rencontre la droite précédente est le sud céleste.

## Histoire
À cause de la précession des équinoxes, la Croix du Sud était visible depuis la Méditerranée pendant l'Antiquité. Cependant, les astronomes grecs n'ont jamais considéré ces étoiles autrement que comme une partie du Centaure.
On attribue généralement la paternité de la Croix du Sud comme constellation indépendante à Augustin Royer en 1679. Elle était cependant reconnue sous cette forme bien auparavant.
La Croix du Sud — dont le nom s'oppose à la « Croix du Nord » qu'est la constellation du Cygne — est désormais l'une des constellations les plus connues de l'hémisphère sud et ses cinq étoiles les plus brillantes apparaissent sur plusieurs drapeaux (voir ci-dessous).
Par allusion à la forme de la constellation, le nom de Croix du Sud était donné jusqu'au début du XXe siècle à un signal de quatre fanaux hissés dans la mature des voiliers en partance des ports du Chili et du Pérou, ainsi qu’à la cérémonie qui suivait : chaque autre navire présent en rade envoyait alors un canot remorquer le partant vers une zone où il pouvait prendre le vent.

## Observation des étoiles

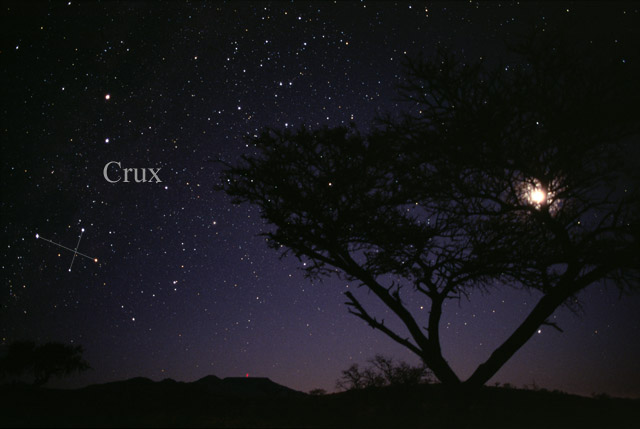
Constellation de la Croix du Sud.

Visibilité nocturne de la constellation.

### Localisation de la constellation
La constellation est située dans l'alignement des deux pieds du Centaure, côté ouest.

### Forme de la constellation
La Croix du Sud est particulièrement facile à reconnaître par sa forme très caractéristique, quatre étoiles de luminosité sensiblement identiques formant une croix latine, ou un cerf-volant.
Il ne faut cependant pas la confondre avec la Fausse Croix du Sud, de même forme mais un peu plus large, située dans le Navire Argo à la limite entre les Voiles et la Carène.

## Étoiles principales
Au sein des frontières de la constellation, on dénombre 49 étoiles dont la magnitude apparente est inférieure ou égale à 6,5,. Ses quatre étoiles les plus brillantes, qui forment la Croix à proprement parler, sont Alpha, Beta, Gamma, et Delta Crucis.
Chose inhabituelle, quinze des vingt-trois étoiles les plus brillantes de la Croix du Sud sont des étoiles de type spectral B bleues-blanches, qui, comparées au Soleil, sont bien plus chaudes, jeunes, et massives que lui. La plupart de ces étoiles, en particulier Delta, et probablement Alpha et Beta Crucis, sont membres de l'association Scorpion-Centaure qui est l'association d'étoiles de types O et B la plus proche du Système solaire,. Elles sont parmi les étoiles les plus massives du sous-groupe Bas-Centaure Croix du Sud de l'association dont elles font partie ; celui-ci s'est formé voici 10 à 20 millions d'années,. Les autres membres de l'association Scorpion-Centaure parmi les étoiles de type B de la constellation incluent Zeta, Lambda, et les deux composantes de l'étoile double Mu Crucis.

### Acrux (α Crucis)
Acrux (α Cru) est l'étoile la plus brillante de la constellation. Avec une magnitude apparente de 0,77, il s'agit de la 13e étoile en termes de luminosité et c'est l'étoile de première magnitude la plus au sud de la voûte céleste. Bien qu'apparaissant à l’œil nu comme une seule étoile, Acrux est en réalité un système stellaire complexe comprenant probablement six étoiles.
Acrux apparaît au télescope comme une étoile triple, constituée en premier lieu par deux étoiles bleues et chaudes, α1 Cru (magnitude 1,4) et α2 Cru (magnitude 1,9). Distantes de 320 années-lumière, elles sont respectivement 25 000 et 16 000 fois plus brillantes que le Soleil et tournent l'une autour de l'autre en 1 300 ans environ, séparées de 3,9 secondes d'arc,. α1 Cru est elle-même double, mais il s'agit d'une binaire spectroscopique dont les deux compagnons sont inséparables au télescope. On sait juste qu'ils orbitent en 76 jours, à un peu moins d'une ua de distance.
HR 4729, la troisième étoile discernable visuellement mais moins lumineuse, vient compléter le système d'Acrux. Cette étoile bleu-blanc de la séquence principale est localisée à 92 secondes d'arc environ d'α1 et d'α2 Cru. Elle est en fait elle aussi une binaire spectroscopique et elle est également accompagnée par une naine rouge plus faible localisée à 2,4 secondes d'arc, faisant de HR 4729 un sous-système composé de trois étoiles.
Acrux était un peu trop au sud pour recevoir un nom des astronomes de l'Antiquité méditerranéenne. En conséquence, son nom moderne est juste la juxtaposition de la première lettre de l'alphabet avec le nom latin de la constellation.

### Mimosa (β Crucis)
Mimosa (β Cru), de magnitude 1,25, est une géante bleue rayonnant principalement dans l'ultraviolet. C'est également une étoile variable de type Beta Cephei, variant entre 1,23 et 1,31 sur de multiples périodes de quelques heures.
Mimosa est une étoile binaire spectroscopique. Ses deux composantes orbitent l'une autour de l'autre en 5 ans mais ne peuvent pas être séparées au télescope. Ce sont deux étoiles massives de type B 
16 et 10 fois plus massives que le Soleil. En 2008, la présence d'une troisième étoile très jeune et de faible masse a été mise en évidence dans le système de Mimosa.
Comme Acrux, Mimosa (parfois nommée Bécrux selon le même schéma) ne possédait pas de nom propre pendant l'antiquité. Son nom actuel est donc récent, mais on ignore son origine.

### Gacrux (γ Crucis)
Gacrux (γ Cru) - magnitude 1,59 - est une géante rouge, 113 fois plus grande que le Soleil, la 24e plus brillante étoile du ciel. Elle est légèrement variable de façon irrégulière et possède peut-être un compagnon car son spectre enrichi en baryum montre une contamination possible par une autre étoile.
Son nom est construit selon la même logique qu'Acrux.

### Autres étoiles
δ Cru, ou Imai (magnitude 2,79) et ε Cru, ou Ginan (magnitude 3,59) sont les deux autres étoiles les plus brillantes de cette constellation.

## Objets célestes
En dessous de la Croix du Sud, on distingue une tache sombre appelée le Sac de charbon. Il s'agit de la principale nébuleuse obscure du ciel.
La Croix du Sud contient également l'amas ouvert NGC 4755, connu également sous le nom de boîte à bijoux. Découvert par Nicolas-Louis de Lacaille en 1752, il renferme une centaine d'étoiles regroupées sur environ 20 années-lumière, à près de 7 500 années-lumière de la Terre.

## Vexillologie
La Croix du Sud est désormais l'une des constellations les plus connues de l'hémisphère sud et ses cinq étoiles les plus brillantes apparaissent sur les drapeaux de l'Australie, du Brésil, de la Papouasie-Nouvelle-Guinée, des îles Cocos, de l'île Christmas, et des Samoa.
Quant aux drapeaux de la Nouvelle-Zélande et des Tokelau, ils omettent juste l'étoile ε.
Enfin, le drapeau de Niue se réfère aussi à la croix du Sud, bien que les étoiles ne soient pas disposées de la façon habituelle.
On la trouve également sur plusieurs drapeaux des subdivisions territoriales d'Australie, d'Argentine et du Chili.
États souverains :

Drapeau de l'Australie.
Drapeau du Brésil.
Drapeau de la Nouvelle-Zélande.
Drapeau de la Papouasie-Nouvelle-Guinée.
Drapeau des Samoa.

Dépendances :

Drapeau de l'île Christmas (Australie).
Drapeau des îles Cocos (Australie).
Drapeau de Niue (Nouvelle-Zélande).
Drapeau des Tokelau (Nouvelle-Zélande).

Subdivisions territoriales :

Drapeau du Territoire de la capitale australienne.
Drapeau du Territoire du Nord (Australie).
Drapeau de l'État du Victoria (Australie).
Drapeau de la province de Santa Cruz (Argentine).
Drapeau de la province de Terre de Feu (Argentine).
Drapeau de la région de Magallanes et de l'Antarctique chilien (Chili).
Drapeau de la région des Lacs (Chili).
Drapeau de la région de Coquimbo (Chili).